# موش بینی‌دراز جنگل اطلس
موش بینی‌دراز جنگل اطلس (نام علمی: Oxymycterus dasytrichus) نام یک گونه از سرده موش‌های بینی‌دراز است.